# Duolingo
Duolingo, Inc. – amerykańska spółka technologiczna tworząca aplikacje edukacyjne oraz certyfikaty językowe.
Duolingo oferuje kursy z zakresu muzyki, matematyki i 43 języków. Inne usługi obejmują test języka angielskiego Duolingo English Test (DET) oraz Duolingo ABC, aplikację do czytania i pisania dla dzieci. Firma korzysta z modelu freemium, z opcjonalną usługą premium Super Duolingo, która pozbawiona jest reklam i oferuje więcej funkcji. Twórcami portalu są Luis von Ahn i Severin Hacker.

## Historia
Pomysł na Duolingo został sformułowany w 2009 roku przez profesora Uniwersytetu Carnegie Mellon Luisa von Ahna i jego urodzonego w Szwajcarii studenta studiów podyplomowych Severina Hackera. Von Ahn sprzedał swoją drugą firmę, reCAPTCHA, firmie Google i wraz z Hackerem chciał pracować nad projektem związanym z edukacją. Von Ahn stwierdził, że widział, jak kosztowna jest nauka języka angielskiego dla mieszkańców jego społeczności w Gwatemali. Hacker (współzałożyciel i obecny dyrektor ds. technologii Duolingo) wierzył, że „bezpłatna edukacja naprawdę zmieni świat”.
Założyciele rozważali utworzenie Duolingo jako organizacji non-profit, ale Von Ahn uznał ten model za nie do utrzymania. Jej wczesne źródło przychodów, czyli usługa tłumaczeniowa oparta na crowdsourcingu, została zastąpiona programem certyfikacji Duolingo English Test, reklamami i subskrypcją.

## Produkty

### Duolingo
Duolingo to aplikacja i witryna internetowa, które wykorzystują podejście gry w nauce języków, oferując lekcje obejmujące tłumaczenie, interaktywne ćwiczenia, quizy i historyjki. Wykorzystuje również algorytm, który dostosowuje się do każdego ucznia i może zapewnić spersonalizowane informacje zwrotne i rekomendacje.

### Duolingo English Test
Duolingo English Test (DET) to internetowy test znajomości języka angielskiego, który mierzy biegłość w czytaniu, pisaniu, mówieniu i słuchaniu w języku angielskim. Jest to test komputerowy, oceniany w skali od 10 do 160, przy czym wynik powyżej 120 oznacza biegłą znajomość języka angielskiego. Test ma charakter adaptacyjny, a pytania automatycznie dopasowują się do poziomu umiejętności osób zdających.